# Duca di Hamilton
Duca di Hamilton è un titolo fra i pari di Scozia, creato nel 1643. È il titolo ducale più importante della parìa, dopo il titolo di Duca di Rothesay, detenuto dal figlio maggiore del sovrano e dunque il suo detentore è il primo pari di Scozia. Il detentore del titolo è inoltre il capo sia del casato di Hamilton che del casato di Douglas.

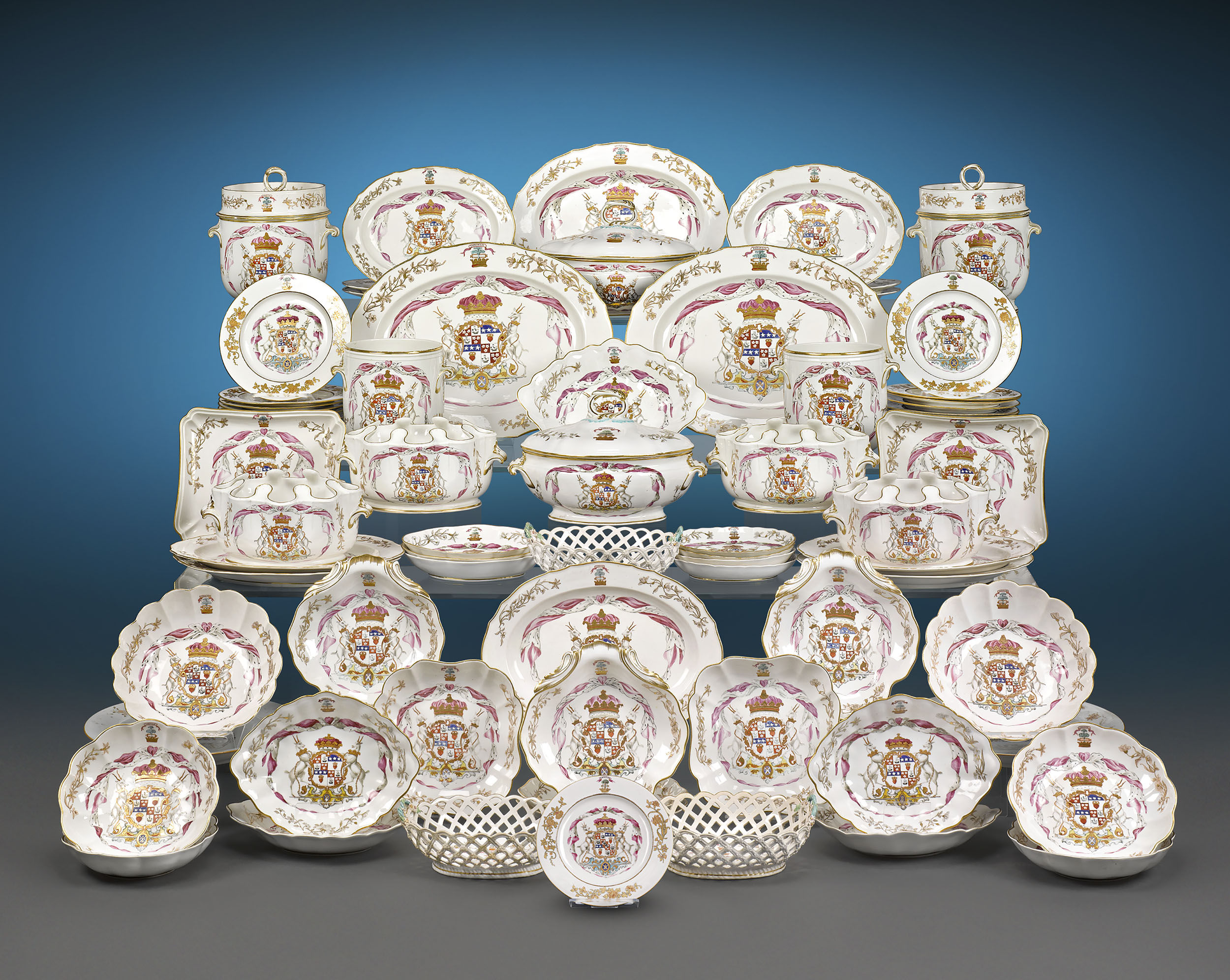
Servizio di stoviglie in porcellana di Derby da 85 pezzi fatto per Douglas Hamilton, VIII duca di Hamilton

Il nome del titolo, il toponimo della città di Hamilton nel Lanarkshire e di altri luoghi, deriva dai membri della famiglia Hamilton, il cui cognome era in origine "Hamilton", mentre attualmente è "Douglas-Hamilton". Dal 1711, il titolo ducale di Hamilton è stato detenuto insieme al Ducato di Brandon della paria di Gran Bretagna ("Duca di Hamilton e Brandon").

## Titoli
L'attuale Duca di Hamilton e Brandon è inoltre:
- nella paria di Scozia:
  - sedicesimo Duca di Hamilton (titolo creato nel 1643)
  - tredicesimo Marchese di Douglas (titolo creato nel 1633)
  - sedicesimo Marchese di Clydesdale (titolo creato nel 1643)
  - ventitreesimo Conte di Angus (titolo creato nel 1389)
  - tredicesimo Conte di Angus (titolo creato nel 1633)
  - quindicesimo Conte di Lanark (titolo creato 1639)
  - sedicesimo Conte di Arran e Cambridge (titolo creato nel 1643)
  - tredicesimo Signore (lord) di Abernethy e Jedburgh Forest (titolo creato nel 1633)
  - quindicesimo Signore (lord) del Machanshyre e Polmont (titolo creato nel 1639)
  - sedicesimo Signore (lord) di Aven e Innerdale (titolo creato nel 1643)
- nella paria di Gran Bretagna:
  - tredicesimo Duca di Brandon, nella contea di Suffolk (titolo creato nel 1711)
  - tredicesimo Barone Dutton, nella contea di Chester (titolo creato nel 1711)

### Altri uffici e mansioni

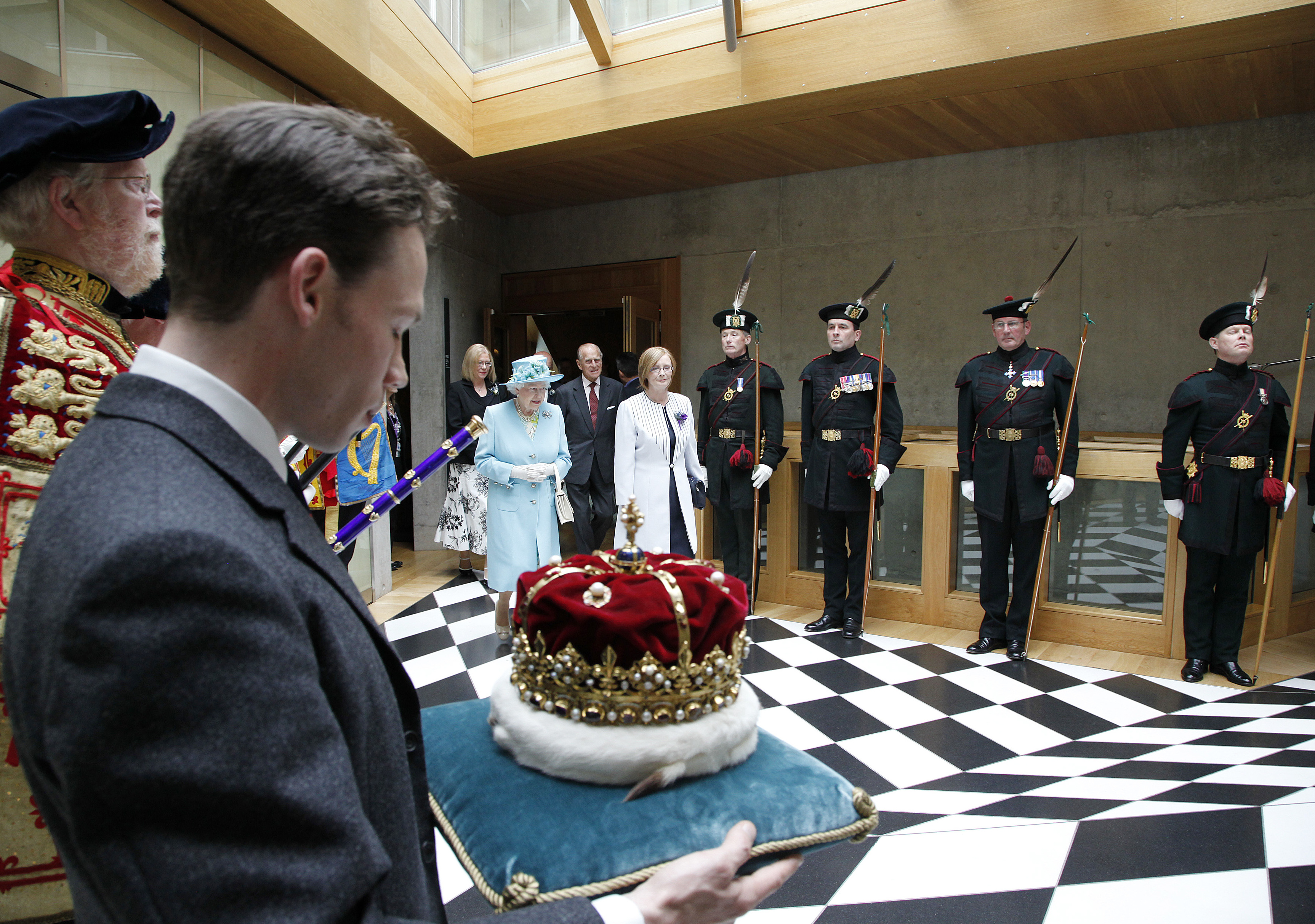
Alexander Douglas-Hamilton, XVI duca di Hamilton mentre regge la corona di Scozia, in presenza della regina Elisabetta II, all'apertura del parlamento scozzese nel luglio 2011

Il Duca di Hamilton e Brandon è il "custode ereditario" di Holyrood Palace, la residenza reale ufficiale in Scozia, e in quanto Signore di Abernethy, come successore dei gaelici Conti di Fife, è inoltre il "latore ereditario della corona di Scozia", ruolo che il quindicesimo Duca di Hamilton adempì all'inaugurazione del parlamento scozzese nel 1999, e il sedicesimo e attuale Duca alla cerimonia di apertura del Parlamento il 30 giugno 2011 e depositando la corona sopra il feretro della Regina Elisabetta II durante la veglia nella cattedrale di St. Gilles a Edimburgo il 12/09/2022.

### Titoli di cortesia
I titoli di cortesia utilizzati dagli eredi del titolo sono "Marchese di Douglas e Clydesdale" (il figlio maggiore del Duca) e "Conte di Angus" (il figlio maggiore di un Marchese di Douglas e Clydesdale). Nessun Duca ha avuto un bisnipote in linea diretta ai titoli, ma è probabile che un tale erede sarebbe designato con il titolo di cortesia di "Lord Abernethy", essendo la signoria di Abernethy e Jedburgh Forest il titolo più alto disponibile.
Prima che i Duchi di Hamilton acquisissero il Marchesato di Douglas e i suoi titoli sussidiari, gli eredi al titolo erano inizialmente designati con il titolo di cortesia di "Conte di Arran" (che era stato precedentemente utilizzato come titolo di cortesia anche dai Marchesi di Hamilton) ed in seguito con quello di "Marchese di Clydesdale" (che in seguito venne adottato per un nipote in linea diretta). L'erede al titolo della Contea di Lanark (prima che il titolo fosse acquisito dai Duchi di Hamilton) era designato con il titolo di cortesia di "Lord Polmont".

### Ducati multipli

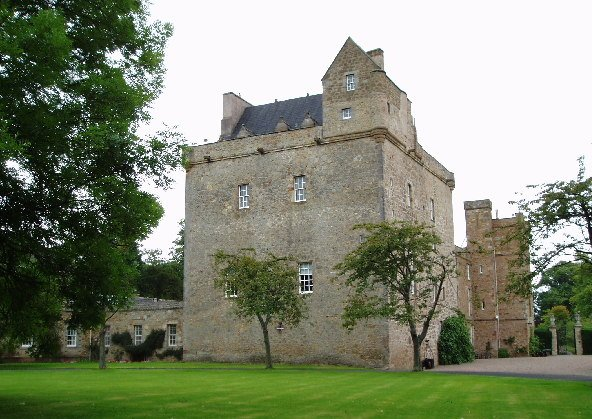
Lennoxlove House, attuale sede dei Duchi di Hamilton

Il Duca di Hamilton e Brandon è uno dei cinque pari inglesi a detenere più di un ducato:
- il Principe di Galles (che è Duca di Cornovaglia e Rothesay);
- il Duca di Buccleuch e Queensberry;
- il Duca di Argyll (che detiene due Ducati di Argyll);
- il Duca di Richmond, Lennox e Gordon (che da solo detiene tre Ducati).

Storicamente, diversi altri pari hanno detenuto Ducati multipli, incluso il Duca di Newcastle upon Tyne e Newcastle-under-Lyne, il Duca di Argyll e Greenwich, il Duca di Monmouth e Buccleuch e i due Duchi di Queensberry e Dover.

## Casato di Hamilton

Stemma del Clan Hamilton
All'albero di quercia fruttato e penetrato trasversalmente da una sega, uscente da una corona ducale in oro

Il primo Duca di Hamilton, James Hamilton (1606-1649), era succeduto nel 1625 al padre, suo omonimo (1589-1625), come terzo Marchese di Hamilton e fu creato Duca di Hamilton, Marchese di Clydesdale, Conte di Arran e Cambridge e Lord di Aven e Innerdale il 12 aprile 1643.
Il clan scozzese degli Hamilton ha come primo antenato un certo Walter fitz Gerald (nato nel 1250 circa - morto prima del 1336), che venne creato primo Barone di Cadzow tra il 1315 e il 1329. I suoi successori ottennero in seguito i titoli di Lord Hamilton il 3 luglio del 1445, di Conte di Arran l'8 agosto del 1503, di Marchese di Hamilton il 17 aprile del 1599.

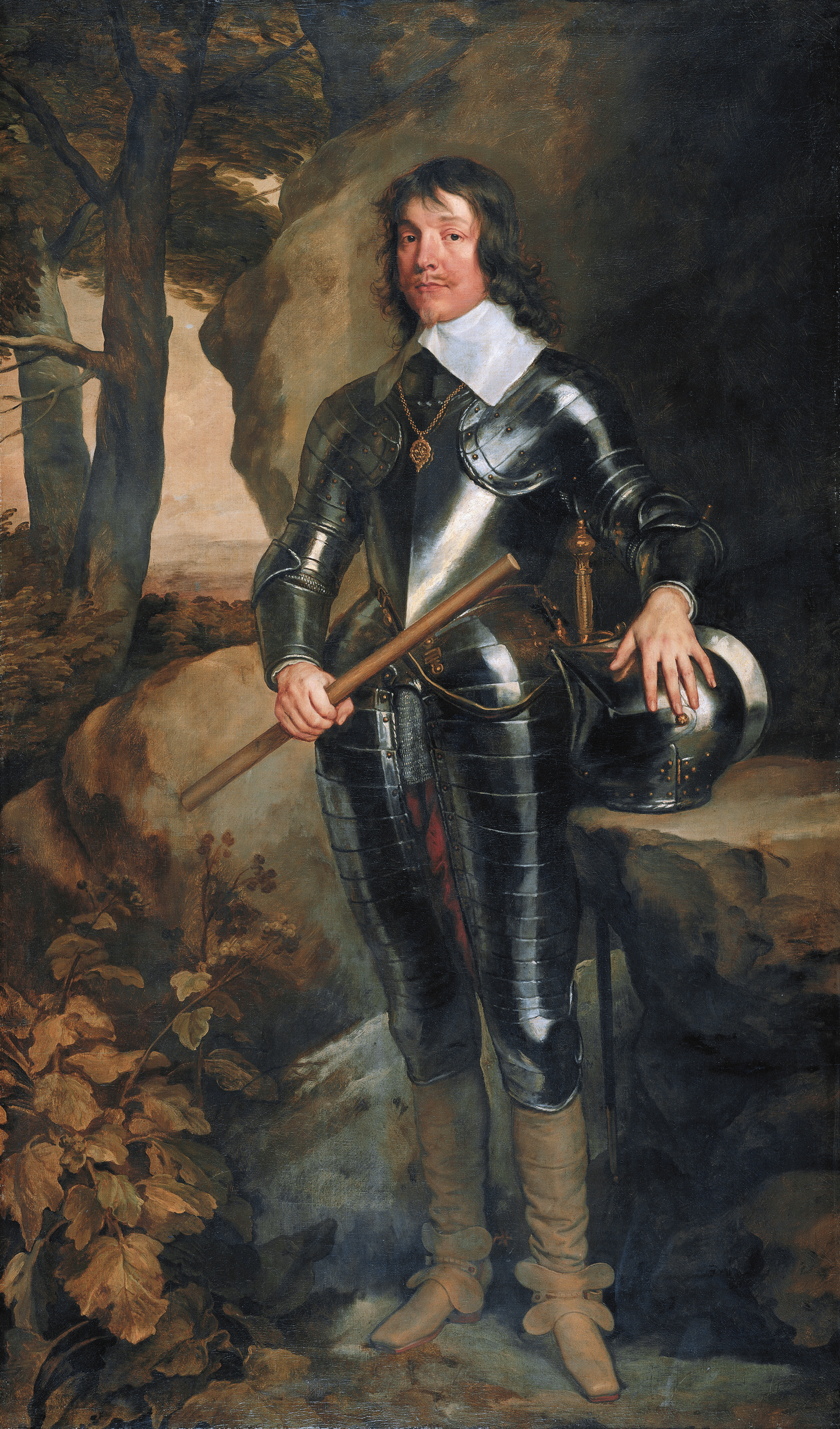
James Hamilton, I duca di Hamilton ritratto in tenuta militare da Anthony van Dyck

Con la creazione del titolo ducale, una clausola speciale permise la successione al titolo attraverso la linea femminile nel caso che il primo Duca o suo fratello non avessero avuto eredi maschi. Il figlio del primo Duca, Charles, conte di Arran, morì giovane, e il titolo ducale e gli altri titoli connessi passarono dunque alla sua morte a suo fratello minore, William Hamilton, che era già stato creato Conte di Lanark e Lord Machanshire e Polmont il 31 marzo 1639.

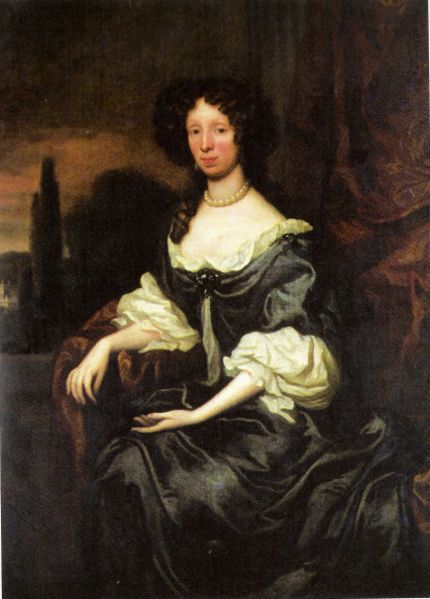
Ritratto di Anne Hamilton, III duchessa di Hamilton
Sir Godfrey Kneller, 1682

Secondo quanto stabilito dalla clausola speciale, i titoli del secondo Duca passarono, nel 1651 (anno della sua morte), alla figlia maggiore Anne Hamilton (1631-1716), che divenne terza Duchessa di Hamilton. Un atto di rinuncia e riassegnazione del 1650 le consentì di ereditare sia il Ducato e i titoli creati con esso, sia la Contea di Larnak e i titoli creati con essa. I titoli della Contea di Arran del 1503 e della Signoria di Hamilton si estinsero insieme agli altri titoli connessi (il Marchesato di Hamilton, la Contea di Arran del 1599 e le Signorie di Hamilton, Aven e Aberbrothwick nei pari di Scozia, e la Contea di Cambridge e la Baronia di Innerdale nei pari d'Inghilterra).

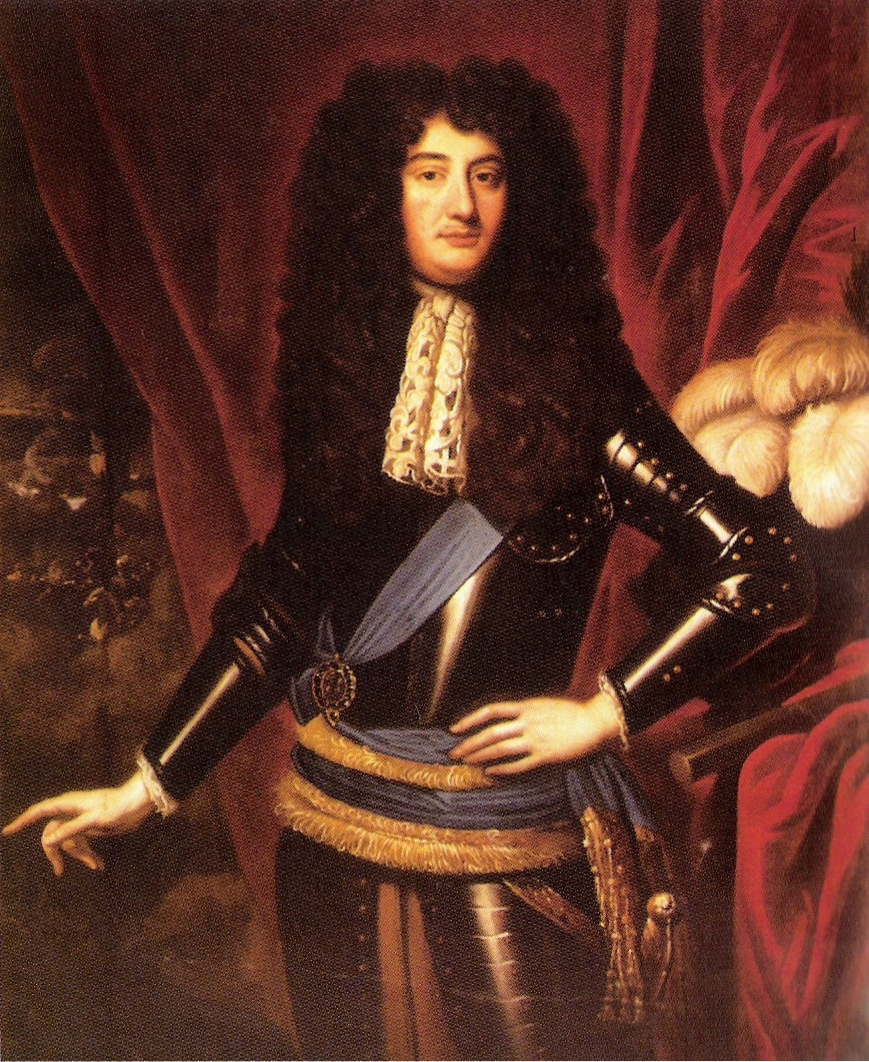
William Douglas, duca di Hamilton, ritratto di Sir Godfrey Kneller

Nel 1656 Anne Hamilton sposò William Douglas, terzo figlio maschio del primo Marchese di Douglas suo omonimo. Il marito della Duchessa era stato in precedenza creato Conte di Selkirk e Lord di Daer e Shortcleuch il 4 agosto 1646.. In seguito al matrimonio cambiò il suo cognome in Hamilton, e il 20 settembre 1660 fu creato Duca di Hamilton, Marchese di Clydesdale, Conte di Arran, Lanark e Selkirk e Lord Aven, Machanshire, Polmont e Daer a vita. Nel 1688 rinunciò alla Contea di Selkirk e alla Signoria di Daer e Shortcleuch, e questi titoli furono riassegnati al suo secondo figlio maschio, per evitare che si fondessero con i titoli connessi a quello di Duca di Hamilton.

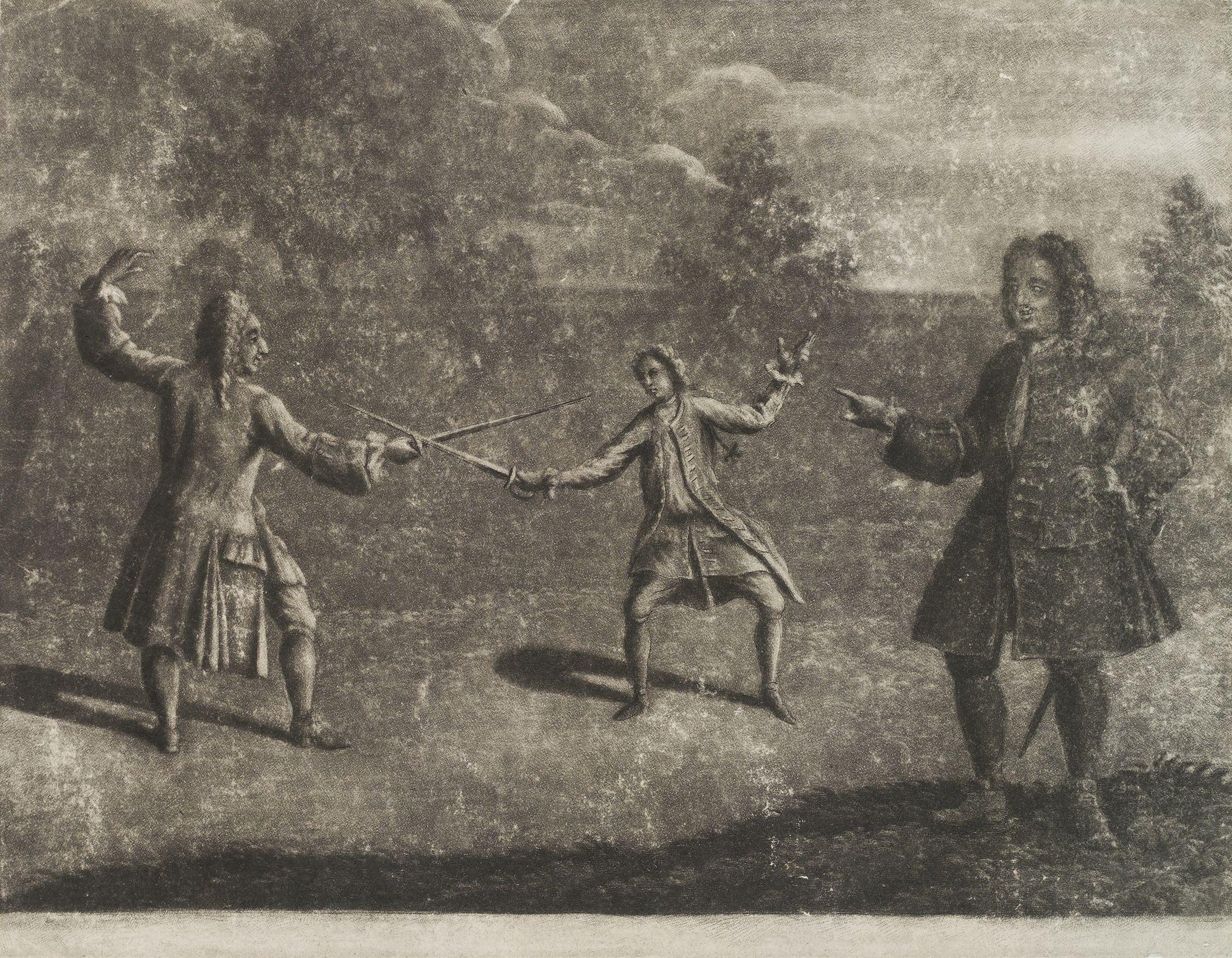
James Hamilton, IV duca di Hamilton e Charles Mohun duellano ad Hyde Park

Il 9 luglio 1698 la Duchessa Anne rinunciò a tutti i suoi titoli in favore del figlio maggiore, James Hamilton (1658-1712), che le successe come quarto Duca di Hamilton mentre la madre era ancora in vita (suo padre era morto nel 1694). Durante il passaggio all'Atto di unione del 1707, il quarto Duca fu il leader del partito anti-unitario. Fu creato Duca di Brandon nella contea di Suffolk e Barone Dutton, nella contea di Chester, nella paria di Gran Bretagna, il 10 settembre 1711, ma gli fu negata la partecipazione al Parlamento della Gran Bretagna sotto quel titolo (sebbene continuasse a partecipare alle seduta come rappresentante tra pari). Fu ucciso in duello con il Barone Charles Mohun (che morì anch'esso) ad Hyde Park a Londra il 15 novembre 1712.

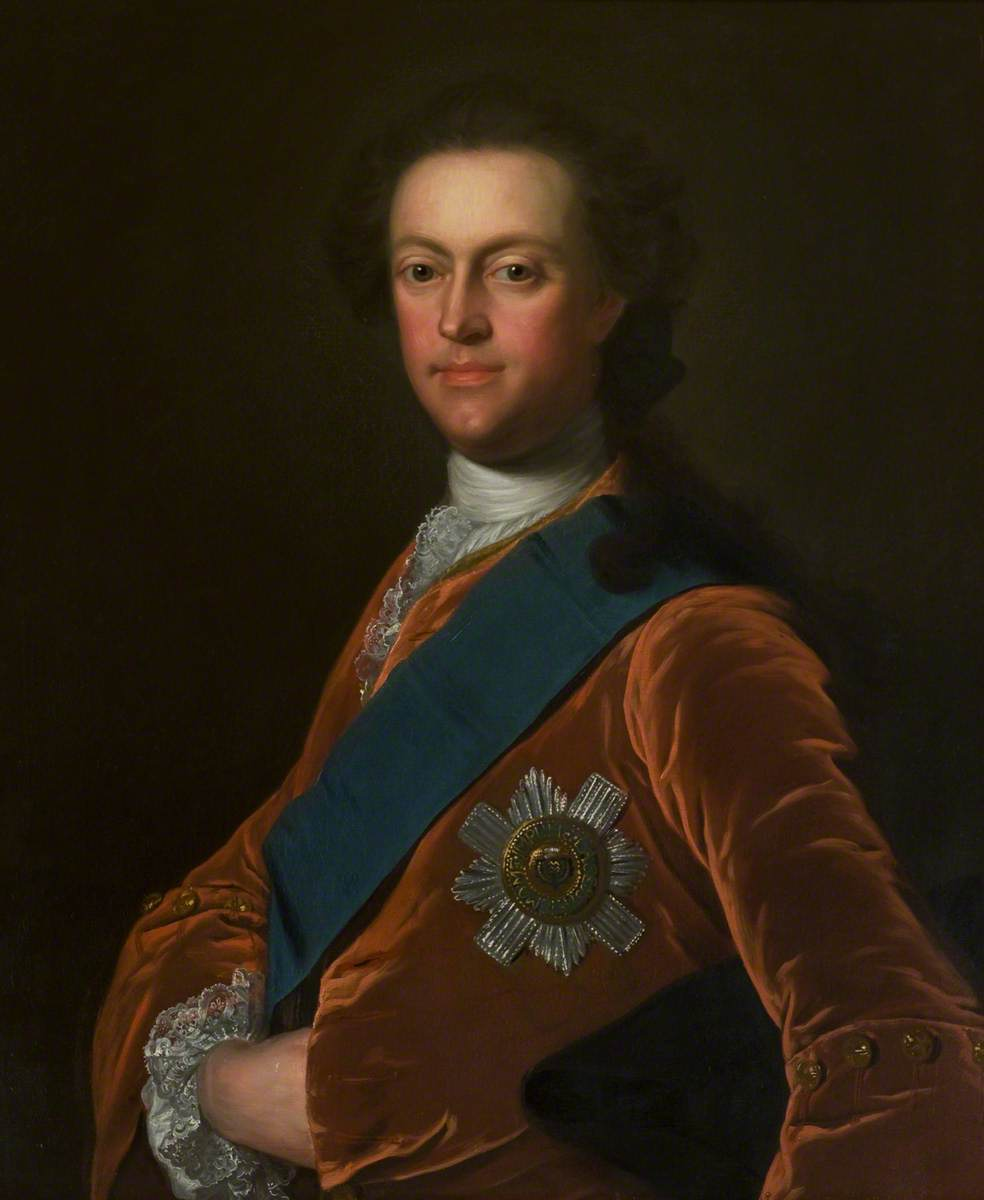
Ritratto di James Hamilton, V duca di Hamilton, con indosso le vesti dell'Ordine del Cardo di William Hoare

Gli successe come quinto Duca il figlio James Hamilton (1703-1743) e a questi il proprio figlio omonimo, sesto Duca di Hamilton e terzo Duca di Brandon (1724-1758). Il figlio di quest'ultimo, James Hamilton (1755-1769), gli successe come settimo Duca di Hamilton e quarto Duca di Brandon. Nel 1761 divenne erede del casato Douglas, essendo morto senza eredi il primo Duca di Douglas Archibald Douglas, suo secondo cugino: ottenne i titoli minori del Ducato (sebbene non il titolo di Duca) e divenne pertanto quarto Marchese di Douglas, quattordicesimo e quarto Conte di Angus e quarto Lord di Abernethy e Jedburgh Forest.

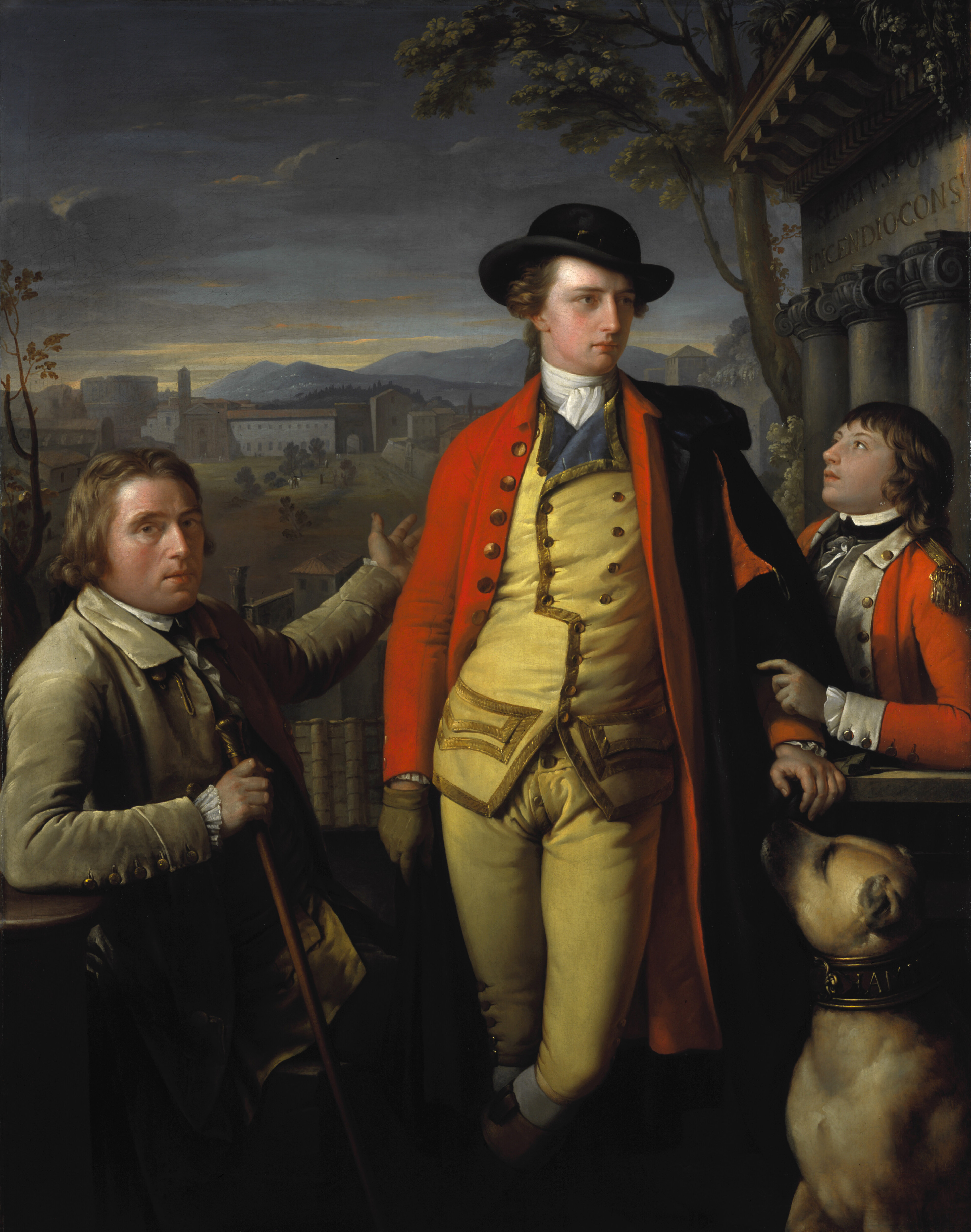
Douglas Hamilton, VIII duca di Hamilton ritratto col Dr John Moore e suo figlio John durante il Grand Tour da Gavin Hamilton tra il 1775 e il 1777. Oggi questo dipinto è custodito nella Scottish National Portrait Gallery

Alla sua morte senza figli tutti i suoi titoli passarono al fratello Douglas Hamilton, ottavo Duca di Hamilton e quinto Duca di Brandon (1756-1799). Poiché anche il fratello morì senza figli maschi, il titolo passò al loro zio, fratello minore del padre, Archibald Hamilton, nono Duca di Hamilton e sesto Duca di Brandon (1740-1819). A questi successe il figlio Alexander Hamilton, decimo Duca di Hamilton e settimo Duca di Brandon (1767-1852), e poi il nipote William Hamilton, undicesimo Duca di Hamilton e ottavo Duca di Brandon (1811-1863). Il figlio di quest'ultimo, William, dodicesimo Duca di Hamilton e nono Duca di Brandon, ottavo Conte di Selkirk (1845-1895), cambiò il proprio cognome in Douglas-Hamilton e morì senza eredi maschi.

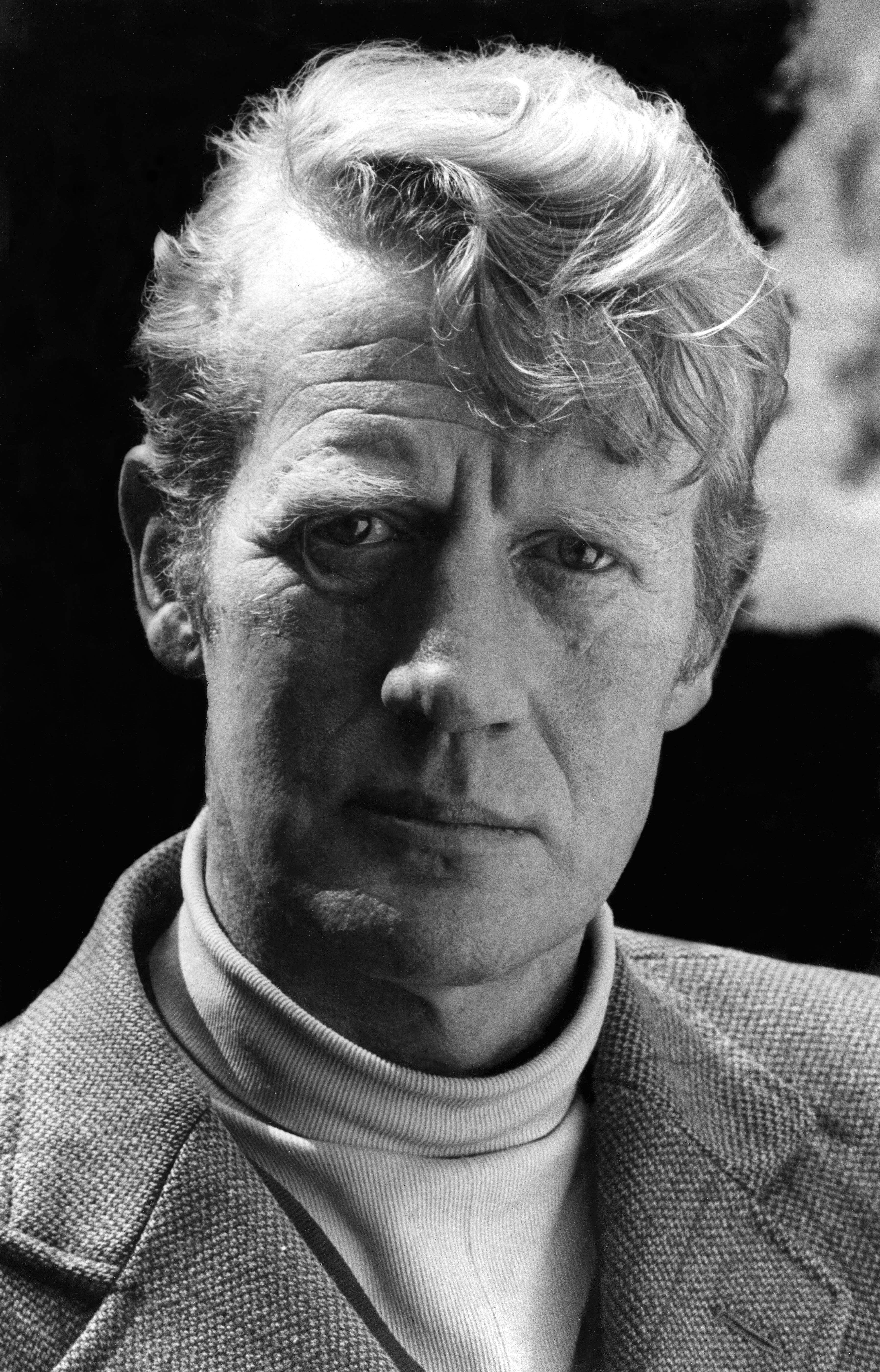
Angus Douglas-Hamilton, XV duca di Hamilton fotografato da Allan Warren

Il Ducato passò in eredità a Alfred Douglas-Hamilton, tredicesimo Duca di Hamilton e decimo Duca di Brandon (1862-1940), che era un discendente del quarto Duca di Hamilton, la cui linea familiare aveva adottato il cognome "Douglas-Hamilton". Gli successero il figlio Douglas, quattordicesimo Duca di Hamilton e undicesimo Duca di Brandon (1903-1973), e quindi il nipote Angus, quindicesimo Duca di Hamilton e dodicesimo Duca di Brandon (1938-2010). L'attuale detentore del titolo è il figlio di quest'ultimo, Alexander, sedicesimo Duca di Hamilton (nato nel 1978).

### Successione al Ducato di Hamilton
Le lettere patenti che crearono il Ducato di Hamilton contenevano una trasmissione speciale. Era infatti previsto che il titolo ducale sarebbe dovuto passare a:
1. eredi maschi del corpo del beneficiario, in mancanza dei quali al
2. fratello del beneficiario ed eredi maschi del corpo del fratello del beneficiario, in mancanza dei quali alla
3. figlia maggiore del beneficiario ed eredi maschi del suo corpo, in mancanza del quale
4. al più vicino discendente di ogni genere del beneficiario.[16]

## Elenco dei detentori del titolo

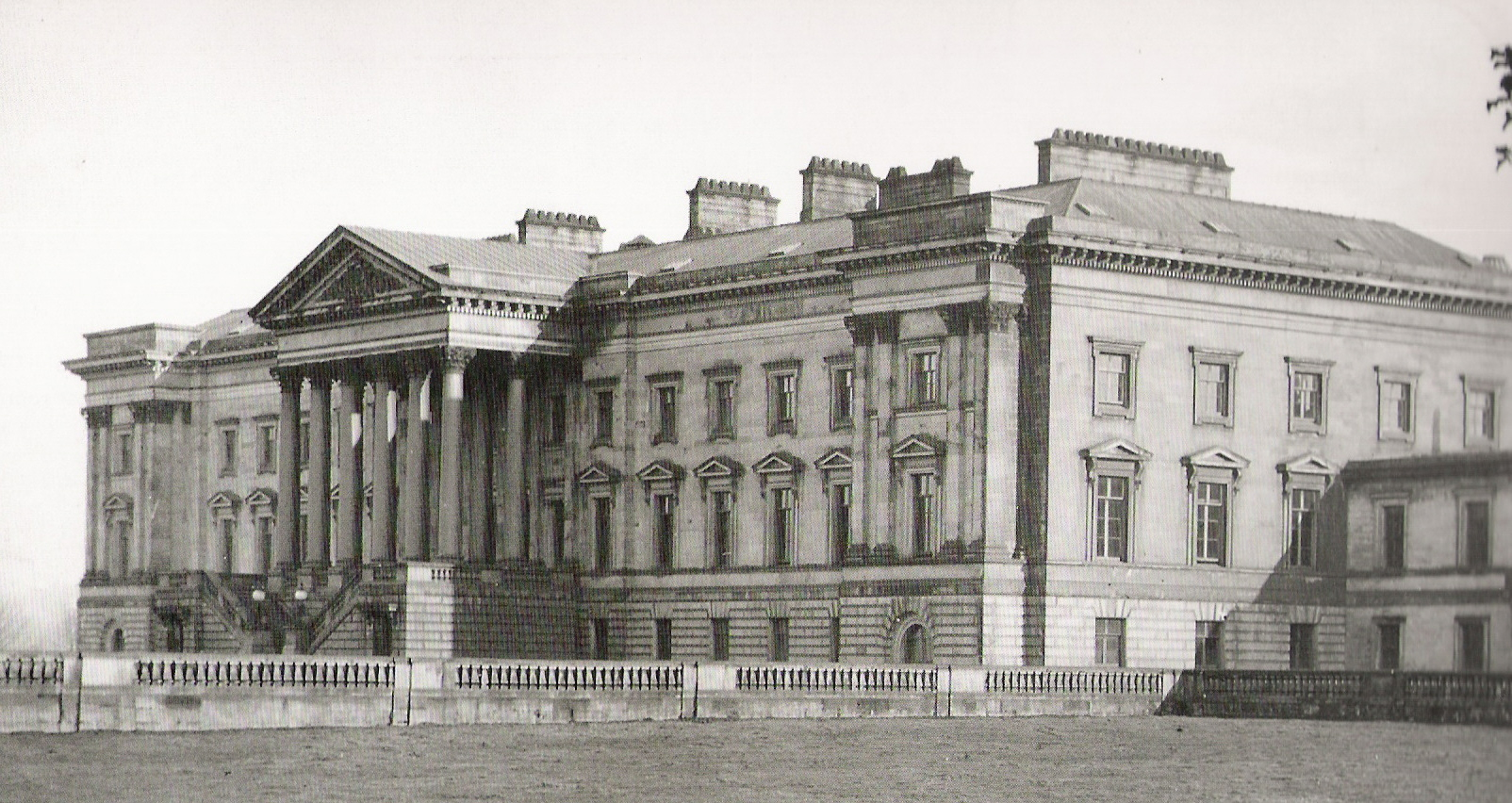
Hamilton Palace nel 1916

- James Hamilton, terzo marchese di Hamilton e secondo conte di Cambridge, creato primo duca di Hamilton (1606-1649), figlio di James Hamilton, secondo marchese di Hamilton. Ebbe un figlio, Charles Hamilton, conte di Arran (1634–1640), premorto al padre durante l'infanzia.
- William Hamilton, secondo duca di Hamilton e terzo conte di Cambridge (1616-1651), fratello del precedente. Ebbe un figlio maschio, James Hamilton, lord Polmont, premorto al padre nel 1648.
- Anne Hamilton, terza duchessa di Hamilton (1631 circa - 1716; cedette il titolo al figlio nel 1698), figlia del precedente
- William Douglas, primo conte di Selkirk e creato duca di Hamilton a vita (1634-1694), prese il cognome della moglie, Anne Hamilton, per sé e per i propri discendenti
- James Hamilton, quarto duca di Hamilton e creato primo duca di Brandon (1658-1712), figlio dei precedenti
- James Hamilton, quinto duca di Hamilton e secondo duca di Brandon (1703-1743), figlio del precedente
- James Hamilton, sesto duca di Hamilton e terzo duca di Brandon (1724-1758), figlio del precedente
- James Hamilton, settimo duca di Hamilton e quarto duca di Brandon (1755-1769), figlio del precedente; ereditò inoltre il titolo di quarto marchese di Douglas da Archibald Douglas, morto senza eredi
- Douglas Hamilton, ottavo duca di Hamilton e quinto duca di Brandon (1756-1799), fratello del precedente
- Archibald Hamilton, nono duca di Hamilton e sesto duca di Brandon (1740-1819), zio del precedente (fratello minore del padre)
- Alexander Hamilton, decimo duca di Hamilton e settimo duca di Brandon (1767-1852), figlio del precedente
- William Hamilton, undicesimo duca di Hamilton e ottavo duca di Brandon (1811-1863), figlio del precedente; cambiò il proprio cognome in Douglas-Hamilton
- William Douglas-Hamilton, dodicesimo duca di Hamilton e nono duca di Brandon
- Alfred Douglas-Hamilton, tredicesimo duca di Hamilton e decimo duca di Brandon (1862-1940), quarto cugino del precedente, discendendente dal terzo figlio del quarto duca di Hamilton, lord Anne Hamilton (1709-1748), tramite Charles Powell Hamilton (1747-1825), che era suo bisnonno.
- Douglas Douglas-Hamilton, quattordicesimo duca di Hamilton e undicesimo duca di Brandon (1903-1973), figlio del precedente
- Angus Douglas-Hamilton, quindicesimo duca di Hamilton e dodicesimo duca di Brandon (1938-2010), figlio del precedente
- Alexander Douglas-Hamilton, sedicesimo duca di Hamilton e tredicesimo duca di Brandon (nato nel 1978), figlio del precedente

### Linea di successione
1. Douglas Charles Douglas-Hamilton, marchese di Douglas e Clydesdale (nato il 9 luglio 2012), figlio primogenito del XVI Duca
2. Lord William Frederick Douglas-Hamilton (nato l'11 maggio 2014), figlio secondogenito del XVI Duca
3. Lord Basil George Douglas-Hamilton (nato il 4 aprile 2016), figlio terzogenito del XVI Duca
4. Lord John William Douglas-Hamilton (nato nel 1979), fratello minore del XVI Duca
5. James Douglas-Hamilton, barone Selkirk di Douglas (n. 1942), secondo figlio maschio del XIV Duca
6. John Andrew Douglas-Hamilton, Lord Daer (n. 1978), figlio maggiore del pari a vita, Barone Selkirk di Douglas (che ha rifiutato la Contea di Selkirk per sé)
7. Charles Douglas Douglas-Hamilton (n. 1979), secondo figlio maschio del Barone Selkirk di Douglas
8. James Robert Douglas-Hamilton (n. 1981), terzo figlio maschio del Barone Selkirk di Douglas (gemello)
9. Harry Alexander Douglas-Hamilton (n. 1981), quarto figlio maschio del Baron Selkirk di Douglas (gemello)
10. Brendan Thomas Douglas-Hamilton (n. 1974), unico figlio maschio di lord Hugh Malcolm Douglas-Hamilton, terzo figlio maschio del XIV Duca
11. Lord Patrick George Douglas-Hamilton (n. 1950), quarto figlio maschio del XIV Duca
12. Lord David Stephen Douglas-Hamilton (n. 1952), quinto figlio maschio del XIV Duca
13. Alasdair Malcolm Douglas-Hamilton (n. 1939), figlio maggiore di Lord Malcolm Avondale Douglas-Hamilton, terzo figlio maschio del XIII Duca
14. Angus Gavin Douglas-Hamilton (n. 1968), figlio maggiore di Alasdair Malcolm Douglas-Hamilton
15. William Niall Douglas-Hamilton (n. 1999), unico figlio maschio di Angus Gavin Douglas-Hamilton
16. Geordie Fergus Douglas-Hamilton (n. 1969), figlio minore di Alasdair Malcolm Douglas-Hamilton
17. Diarmaid Hugh Douglas-Hamilton (n. 1940), terzo figlio maschio di lord David Douglas-Hamilton, quarto figlio maschio del XIII Duca
18. Iain Douglas-Hamilton (n. 1942), figlio minore di Lord David Douglas-Hamilton
19. John Gavin Douglas-Hamilton (n. 1957), un bis-bisnipote di Francis Seymour Douglas-Hamilton, un fratello minore del padre del XIII Duca
20. Cecil Seymour Douglas-Hamilton (n. 1916), un bisnipote di Francis Seymour Douglas-Hamilton

Il successivo erede (secondo la disposizione 4 della speciale trasmissione) è un erede di qualunque genere della III Duchessa, di nome Edward Stanley, XIX conte di Derby (nato nel 1962) (un bis-bis-bis-bis-bis bisnipote del VI Duca, attraverso la sua unica figlia, lady Elizabeth Hamilton, che sposò Edward Smith-Stanley, XII conte di Derby). Lord Derby non sarebbe, tuttavia, un erede del Marchesato di Douglas e dei suoi titoli sussidiari, che passerebbero invece all'erede maschio (una linea minore discendente da uno dei Conti di Angus, poiché gli eredi maschi del corpo della III duchessa sono gli unici eredi maschi rimanenti del corpo del I Marchese di Douglas). Egli, inoltre, non sarebbe neanche erede del Ducato di Brandon o della Baronia di Dutton, che sono limitati agli eredi maschi del corpo della III Duchessa.

## Albero genealogico
| John Hamilton, I marchese di Hamilton 1535–1604   |                                                |                                                |                                                |                                                |                                                |  |  |  |  |                                                   |                                                   |                                                   |                                                   |                                                   |                                                   |  |  |                                                          |                                                          |                                                          |                                                          |                                                          |                                                          |  |  |                                                          |                                                          |                                                          |                                                          |                                                          |                                                          |  |  |  |  |  |  |  |  |  |  |  |  |  |  |  |  |  |  |  |  |  |  |
|                                                   |                                                |                                                |                                                |                                                |                                                |  |  |  |  |                                                   |                                                   |                                                   |                                                   |                                                   |                                                   |  |  |                                                          |                                                          |                                                          |                                                          |                                                          |                                                          |  |  |                                                          |                                                          |                                                          |                                                          |                                                          |                                                          |  |  |  |  |  |  |  |  |  |  |  |  |  |  |  |  |  |  |  |  |  |  |
| James Hamilton, II marchese di Hamilton 1589–1625 |                                                |                                                |                                                |                                                |                                                |  |  |  |  |                                                   |                                                   |                                                   |                                                   |                                                   |                                                   |  |  |                                                          |                                                          |                                                          |                                                          |                                                          |                                                          |  |  |                                                          |                                                          |                                                          |                                                          |                                                          |                                                          |  |  |  |  |  |  |  |  |  |  |  |  |  |  |  |  |  |  |  |  |  |  |
|                                                   |                                                |                                                |                                                |                                                |                                                |  |  |  |  |                                                   |                                                   |                                                   |                                                   |                                                   |                                                   |  |  |                                                          |                                                          |                                                          |                                                          |                                                          |                                                          |  |  |                                                          |                                                          |                                                          |                                                          |                                                          |                                                          |  |  |  |  |  |  |  |  |  |  |  |  |  |  |  |  |  |  |  |  |  |  |
|                                                   |                                                |                                                |                                                |                                                |                                                |  |  |  |  |                                                   |                                                   |                                                   |                                                   |                                                   |                                                   |  |  |                                                          |                                                          |                                                          |                                                          |                                                          |                                                          |  |  |                                                          |                                                          |                                                          |                                                          |                                                          |                                                          |  |  |  |  |  |  |  |  |  |  |  |  |  |  |  |  |  |  |  |  |  |  |
| James Hamilton, I duca di Hamilton 1606–1649      | James Hamilton, I duca di Hamilton 1606–1649   | James Hamilton, I duca di Hamilton 1606–1649   | James Hamilton, I duca di Hamilton 1606–1649   | James Hamilton, I duca di Hamilton 1606–1649   | James Hamilton, I duca di Hamilton 1606–1649   |  |  |  |  | William Hamilton, II duca di Hamilton 1616–1651   | William Hamilton, II duca di Hamilton 1616–1651   | William Hamilton, II duca di Hamilton 1616–1651   | William Hamilton, II duca di Hamilton 1616–1651   | William Hamilton, II duca di Hamilton 1616–1651   | William Hamilton, II duca di Hamilton 1616–1651   |  |  |                                                          |                                                          |                                                          |                                                          |                                                          |                                                          |  |  |                                                          |                                                          |                                                          |                                                          |                                                          |                                                          |  |  |  |  |  |  |  |  |  |  |  |  |  |  |  |  |  |  |  |  |  |  |
| James Hamilton, I duca di Hamilton 1606–1649      | James Hamilton, I duca di Hamilton 1606–1649   | James Hamilton, I duca di Hamilton 1606–1649   | James Hamilton, I duca di Hamilton 1606–1649   | James Hamilton, I duca di Hamilton 1606–1649   | James Hamilton, I duca di Hamilton 1606–1649   |  |  |  |  | William Hamilton, II duca di Hamilton 1616–1651   | William Hamilton, II duca di Hamilton 1616–1651   | William Hamilton, II duca di Hamilton 1616–1651   | William Hamilton, II duca di Hamilton 1616–1651   | William Hamilton, II duca di Hamilton 1616–1651   | William Hamilton, II duca di Hamilton 1616–1651   |  |  |                                                          |                                                          |                                                          |                                                          |                                                          |                                                          |  |  |                                                          |                                                          |                                                          |                                                          |                                                          |                                                          |  |  |  |  |  |  |  |  |  |  |  |  |  |  |  |  |  |  |  |  |  |  |
| Anne Hamilton, III duchessa di Hamilton 1631–1716 |                                                |                                                |                                                |                                                |                                                |  |  |  |  |                                                   |                                                   |                                                   |                                                   |                                                   |                                                   |  |  |                                                          |                                                          |                                                          |                                                          |                                                          |                                                          |  |  |                                                          |                                                          |                                                          |                                                          |                                                          |                                                          |  |  |  |  |  |  |  |  |  |  |  |  |  |  |  |  |  |  |  |  |  |  |
|                                                   |                                                |                                                |                                                |                                                |                                                |  |  |  |  |                                                   |                                                   |                                                   |                                                   |                                                   |                                                   |  |  |                                                          |                                                          |                                                          |                                                          |                                                          |                                                          |  |  |                                                          |                                                          |                                                          |                                                          |                                                          |                                                          |  |  |  |  |  |  |  |  |  |  |  |  |  |  |  |  |  |  |  |  |  |  |
| James Hamilton, IV duca di Hamilton 1658–1712     |                                                |                                                |                                                |                                                |                                                |  |  |  |  |                                                   |                                                   |                                                   |                                                   |                                                   |                                                   |  |  |                                                          |                                                          |                                                          |                                                          |                                                          |                                                          |  |  |                                                          |                                                          |                                                          |                                                          |                                                          |                                                          |  |  |  |  |  |  |  |  |  |  |  |  |  |  |  |  |  |  |  |  |  |  |
|                                                   |                                                |                                                |                                                |                                                |                                                |  |  |  |  |                                                   |                                                   |                                                   |                                                   |                                                   |                                                   |  |  |                                                          |                                                          |                                                          |                                                          |                                                          |                                                          |  |  |                                                          |                                                          |                                                          |                                                          |                                                          |                                                          |  |  |  |  |  |  |  |  |  |  |  |  |  |  |  |  |  |  |  |  |  |  |
|                                                   |                                                |                                                |                                                |                                                |                                                |  |  |  |  |                                                   |                                                   |                                                   |                                                   |                                                   |                                                   |  |  |                                                          |                                                          |                                                          |                                                          |                                                          |                                                          |  |  |                                                          |                                                          |                                                          |                                                          |                                                          |                                                          |  |  |  |  |  |  |  |  |  |  |  |  |  |  |  |  |  |  |  |  |  |  |
| James Hamilton, V duca di Hamilton 1703–1743      | James Hamilton, V duca di Hamilton 1703–1743   | James Hamilton, V duca di Hamilton 1703–1743   | James Hamilton, V duca di Hamilton 1703–1743   | James Hamilton, V duca di Hamilton 1703–1743   | James Hamilton, V duca di Hamilton 1703–1743   |  |  |  |  |                                                   |                                                   |                                                   |                                                   |                                                   |                                                   |  |  |                                                          |                                                          |                                                          |                                                          |                                                          |                                                          |  |  | Lord Anne Hamilton 1709-1748                             | Lord Anne Hamilton 1709-1748                             | Lord Anne Hamilton 1709-1748                             | Lord Anne Hamilton 1709-1748                             | Lord Anne Hamilton 1709-1748                             | Lord Anne Hamilton 1709-1748                             |  |  |  |  |  |  |  |  |  |  |  |  |  |  |  |  |  |  |  |  |  |  |
| James Hamilton, V duca di Hamilton 1703–1743      | James Hamilton, V duca di Hamilton 1703–1743   | James Hamilton, V duca di Hamilton 1703–1743   | James Hamilton, V duca di Hamilton 1703–1743   | James Hamilton, V duca di Hamilton 1703–1743   | James Hamilton, V duca di Hamilton 1703–1743   |  |  |  |  |                                                   |                                                   |                                                   |                                                   |                                                   |                                                   |  |  |                                                          |                                                          |                                                          |                                                          |                                                          |                                                          |  |  | Lord Anne Hamilton 1709-1748                             | Lord Anne Hamilton 1709-1748                             | Lord Anne Hamilton 1709-1748                             | Lord Anne Hamilton 1709-1748                             | Lord Anne Hamilton 1709-1748                             | Lord Anne Hamilton 1709-1748                             |  |  |  |  |  |  |  |  |  |  |  |  |  |  |  |  |  |  |  |  |  |  |
|                                                   |                                                |                                                |                                                |                                                |                                                |  |  |  |  |                                                   |                                                   |                                                   |                                                   |                                                   |                                                   |  |  |                                                          |                                                          |                                                          |                                                          |                                                          |                                                          |  |  |                                                          |                                                          |                                                          |                                                          |                                                          |                                                          |  |  |  |  |  |  |  |  |  |  |  |  |  |  |  |  |  |  |  |  |  |  |
| James Hamilton, VI duca di Hamilton 1724–1758     | James Hamilton, VI duca di Hamilton 1724–1758  | James Hamilton, VI duca di Hamilton 1724–1758  | James Hamilton, VI duca di Hamilton 1724–1758  | James Hamilton, VI duca di Hamilton 1724–1758  | James Hamilton, VI duca di Hamilton 1724–1758  |  |  |  |  |                                                   |                                                   |                                                   |                                                   |                                                   |                                                   |  |  | Archibald Hamilton, IX duca di Hamilton 1740–1819        | Archibald Hamilton, IX duca di Hamilton 1740–1819        | Archibald Hamilton, IX duca di Hamilton 1740–1819        | Archibald Hamilton, IX duca di Hamilton 1740–1819        | Archibald Hamilton, IX duca di Hamilton 1740–1819        | Archibald Hamilton, IX duca di Hamilton 1740–1819        |  |  | Admiral Charles Hamilton 1747-1825                       | Admiral Charles Hamilton 1747-1825                       | Admiral Charles Hamilton 1747-1825                       | Admiral Charles Hamilton 1747-1825                       | Admiral Charles Hamilton 1747-1825                       | Admiral Charles Hamilton 1747-1825                       |  |  |  |  |  |  |  |  |  |  |  |  |  |  |  |  |  |  |  |  |  |  |
| James Hamilton, VI duca di Hamilton 1724–1758     | James Hamilton, VI duca di Hamilton 1724–1758  | James Hamilton, VI duca di Hamilton 1724–1758  | James Hamilton, VI duca di Hamilton 1724–1758  | James Hamilton, VI duca di Hamilton 1724–1758  | James Hamilton, VI duca di Hamilton 1724–1758  |  |  |  |  |                                                   |                                                   |                                                   |                                                   |                                                   |                                                   |  |  | Archibald Hamilton, IX duca di Hamilton 1740–1819        | Archibald Hamilton, IX duca di Hamilton 1740–1819        | Archibald Hamilton, IX duca di Hamilton 1740–1819        | Archibald Hamilton, IX duca di Hamilton 1740–1819        | Archibald Hamilton, IX duca di Hamilton 1740–1819        | Archibald Hamilton, IX duca di Hamilton 1740–1819        |  |  | Admiral Charles Hamilton 1747-1825                       | Admiral Charles Hamilton 1747-1825                       | Admiral Charles Hamilton 1747-1825                       | Admiral Charles Hamilton 1747-1825                       | Admiral Charles Hamilton 1747-1825                       | Admiral Charles Hamilton 1747-1825                       |  |  |  |  |  |  |  |  |  |  |  |  |  |  |  |  |  |  |  |  |  |  |
|                                                   |                                                |                                                |                                                |                                                |                                                |  |  |  |  |                                                   |                                                   |                                                   |                                                   |                                                   |                                                   |  |  |                                                          |                                                          |                                                          |                                                          |                                                          |                                                          |  |  |                                                          |                                                          |                                                          |                                                          |                                                          |                                                          |  |  |  |  |  |  |  |  |  |  |  |  |  |  |  |  |  |  |  |  |  |  |
| James Hamilton, VII duca di Hamilton 1755–1769    | James Hamilton, VII duca di Hamilton 1755–1769 | James Hamilton, VII duca di Hamilton 1755–1769 | James Hamilton, VII duca di Hamilton 1755–1769 | James Hamilton, VII duca di Hamilton 1755–1769 | James Hamilton, VII duca di Hamilton 1755–1769 |  |  |  |  | Douglas Hamilton, VIII duca di Hamilton 1756–1799 | Douglas Hamilton, VIII duca di Hamilton 1756–1799 | Douglas Hamilton, VIII duca di Hamilton 1756–1799 | Douglas Hamilton, VIII duca di Hamilton 1756–1799 | Douglas Hamilton, VIII duca di Hamilton 1756–1799 | Douglas Hamilton, VIII duca di Hamilton 1756–1799 |  |  | Alexander Hamilton, X duca di Hamilton 1767–1852         | Alexander Hamilton, X duca di Hamilton 1767–1852         | Alexander Hamilton, X duca di Hamilton 1767–1852         | Alexander Hamilton, X duca di Hamilton 1767–1852         | Alexander Hamilton, X duca di Hamilton 1767–1852         | Alexander Hamilton, X duca di Hamilton 1767–1852         |  |  | Augustus Douglas-Hamilton 1781-1849                      | Augustus Douglas-Hamilton 1781-1849                      | Augustus Douglas-Hamilton 1781-1849                      | Augustus Douglas-Hamilton 1781-1849                      | Augustus Douglas-Hamilton 1781-1849                      | Augustus Douglas-Hamilton 1781-1849                      |  |  |  |  |  |  |  |  |  |  |  |  |  |  |  |  |  |  |  |  |  |  |
| James Hamilton, VII duca di Hamilton 1755–1769    | James Hamilton, VII duca di Hamilton 1755–1769 | James Hamilton, VII duca di Hamilton 1755–1769 | James Hamilton, VII duca di Hamilton 1755–1769 | James Hamilton, VII duca di Hamilton 1755–1769 | James Hamilton, VII duca di Hamilton 1755–1769 |  |  |  |  | Douglas Hamilton, VIII duca di Hamilton 1756–1799 | Douglas Hamilton, VIII duca di Hamilton 1756–1799 | Douglas Hamilton, VIII duca di Hamilton 1756–1799 | Douglas Hamilton, VIII duca di Hamilton 1756–1799 | Douglas Hamilton, VIII duca di Hamilton 1756–1799 | Douglas Hamilton, VIII duca di Hamilton 1756–1799 |  |  | Alexander Hamilton, X duca di Hamilton 1767–1852         | Alexander Hamilton, X duca di Hamilton 1767–1852         | Alexander Hamilton, X duca di Hamilton 1767–1852         | Alexander Hamilton, X duca di Hamilton 1767–1852         | Alexander Hamilton, X duca di Hamilton 1767–1852         | Alexander Hamilton, X duca di Hamilton 1767–1852         |  |  | Augustus Douglas-Hamilton 1781-1849                      | Augustus Douglas-Hamilton 1781-1849                      | Augustus Douglas-Hamilton 1781-1849                      | Augustus Douglas-Hamilton 1781-1849                      | Augustus Douglas-Hamilton 1781-1849                      | Augustus Douglas-Hamilton 1781-1849                      |  |  |  |  |  |  |  |  |  |  |  |  |  |  |  |  |  |  |  |  |  |  |
|                                                   |                                                |                                                |                                                |                                                |                                                |  |  |  |  |                                                   |                                                   |                                                   |                                                   |                                                   |                                                   |  |  | William Hamilton, XI duca di Hamilton 1811–1863          | William Hamilton, XI duca di Hamilton 1811–1863          | William Hamilton, XI duca di Hamilton 1811–1863          | William Hamilton, XI duca di Hamilton 1811–1863          | William Hamilton, XI duca di Hamilton 1811–1863          | William Hamilton, XI duca di Hamilton 1811–1863          |  |  | Capt. Charles Douglas-Hamilton 1808-1873                 | Capt. Charles Douglas-Hamilton 1808-1873                 | Capt. Charles Douglas-Hamilton 1808-1873                 | Capt. Charles Douglas-Hamilton 1808-1873                 | Capt. Charles Douglas-Hamilton 1808-1873                 | Capt. Charles Douglas-Hamilton 1808-1873                 |  |  |  |  |  |  |  |  |  |  |  |  |  |  |  |  |  |  |  |  |  |  |
|                                                   |                                                |                                                |                                                |                                                |                                                |  |  |  |  |                                                   |                                                   |                                                   |                                                   |                                                   |                                                   |  |  | William Hamilton, XI duca di Hamilton 1811–1863          | William Hamilton, XI duca di Hamilton 1811–1863          | William Hamilton, XI duca di Hamilton 1811–1863          | William Hamilton, XI duca di Hamilton 1811–1863          | William Hamilton, XI duca di Hamilton 1811–1863          | William Hamilton, XI duca di Hamilton 1811–1863          |  |  | Capt. Charles Douglas-Hamilton 1808-1873                 | Capt. Charles Douglas-Hamilton 1808-1873                 | Capt. Charles Douglas-Hamilton 1808-1873                 | Capt. Charles Douglas-Hamilton 1808-1873                 | Capt. Charles Douglas-Hamilton 1808-1873                 | Capt. Charles Douglas-Hamilton 1808-1873                 |  |  |  |  |  |  |  |  |  |  |  |  |  |  |  |  |  |  |  |  |  |  |
|                                                   |                                                |                                                |                                                |                                                |                                                |  |  |  |  |                                                   |                                                   |                                                   |                                                   |                                                   |                                                   |  |  | William Hamilton Douglas, XII duca di Hamilton 1845–1895 | William Hamilton Douglas, XII duca di Hamilton 1845–1895 | William Hamilton Douglas, XII duca di Hamilton 1845–1895 | William Hamilton Douglas, XII duca di Hamilton 1845–1895 | William Hamilton Douglas, XII duca di Hamilton 1845–1895 | William Hamilton Douglas, XII duca di Hamilton 1845–1895 |  |  | Alfred Douglas-Hamilton, XIII duca di Hamilton 1862–1940 | Alfred Douglas-Hamilton, XIII duca di Hamilton 1862–1940 | Alfred Douglas-Hamilton, XIII duca di Hamilton 1862–1940 | Alfred Douglas-Hamilton, XIII duca di Hamilton 1862–1940 | Alfred Douglas-Hamilton, XIII duca di Hamilton 1862–1940 | Alfred Douglas-Hamilton, XIII duca di Hamilton 1862–1940 |  |  |  |  |  |  |  |  |  |  |  |  |  |  |  |  |  |  |  |  |  |  |
|                                                   |                                                |                                                |                                                |                                                |                                                |  |  |  |  |                                                   |                                                   |                                                   |                                                   |                                                   |                                                   |  |  | William Hamilton Douglas, XII duca di Hamilton 1845–1895 | William Hamilton Douglas, XII duca di Hamilton 1845–1895 | William Hamilton Douglas, XII duca di Hamilton 1845–1895 | William Hamilton Douglas, XII duca di Hamilton 1845–1895 | William Hamilton Douglas, XII duca di Hamilton 1845–1895 | William Hamilton Douglas, XII duca di Hamilton 1845–1895 |  |  | Alfred Douglas-Hamilton, XIII duca di Hamilton 1862–1940 | Alfred Douglas-Hamilton, XIII duca di Hamilton 1862–1940 | Alfred Douglas-Hamilton, XIII duca di Hamilton 1862–1940 | Alfred Douglas-Hamilton, XIII duca di Hamilton 1862–1940 | Alfred Douglas-Hamilton, XIII duca di Hamilton 1862–1940 | Alfred Douglas-Hamilton, XIII duca di Hamilton 1862–1940 |  |  |  |  |  |  |  |  |  |  |  |  |  |  |  |  |  |  |  |  |  |  |
|                                                   |                                                |                                                |                                                |                                                |                                                |  |  |  |  |                                                   |                                                   |                                                   |                                                   |                                                   |                                                   |  |  |                                                          |                                                          |                                                          |                                                          |                                                          |                                                          |  |  | Douglas Douglas-Hamilton, XIV duca di Hamilton 1903–1973 |                                                          |                                                          |                                                          |                                                          |                                                          |  |  |  |  |  |  |  |  |  |  |  |  |  |  |  |  |  |  |  |  |  |  |
|                                                   |                                                |                                                |                                                |                                                |                                                |  |  |  |  |                                                   |                                                   |                                                   |                                                   |                                                   |                                                   |  |  |                                                          |                                                          |                                                          |                                                          |                                                          |                                                          |  |  |                                                          |                                                          |                                                          |                                                          |                                                          |                                                          |  |  |  |  |  |  |  |  |  |  |  |  |  |  |  |  |  |  |  |  |  |  |
|                                                   |                                                |                                                |                                                |                                                |                                                |  |  |  |  |                                                   |                                                   |                                                   |                                                   |                                                   |                                                   |  |  |                                                          |                                                          |                                                          |                                                          |                                                          |                                                          |  |  | Angus Douglas-Hamilton, XV duca di Hamilton 1938–2010    |                                                          |                                                          |                                                          |                                                          |                                                          |  |  |  |  |  |  |  |  |  |  |  |  |  |  |  |  |  |  |  |  |  |  |
|                                                   |                                                |                                                |                                                |                                                |                                                |  |  |  |  |                                                   |                                                   |                                                   |                                                   |                                                   |                                                   |  |  |                                                          |                                                          |                                                          |                                                          |                                                          |                                                          |  |  |                                                          |                                                          |                                                          |                                                          |                                                          |                                                          |  |  |  |  |  |  |  |  |  |  |  |  |  |  |  |  |  |  |  |  |  |  |
|                                                   |                                                |                                                |                                                |                                                |                                                |  |  |  |  |                                                   |                                                   |                                                   |                                                   |                                                   |                                                   |  |  |                                                          |                                                          |                                                          |                                                          |                                                          |                                                          |  |  | Alexander Douglas-Hamilton, XVI duca di Hamilton n. 1978 |                                                          |                                                          |                                                          |                                                          |                                                          |  |  |  |  |  |  |  |  |  |  |  |  |  |  |  |  |  |  |  |  |  |  |